# Jan van Haasteren
Jan van Haasteren est un dessinateur caricaturiste néerlandais né en 1936. Il est connu entre autres pour la bande dessinée Baron van Tast et en France pour ses dessins de puzzle édités par la société d'édition de jeux Jumbo.

## Début
Jan van Haasteren est né le 24 février 1936 et a grandi à Schiedam. Il enseigne d'abord la peinture, puis entre à l'académie des beaux-arts de Rotterdam. Il entame une carrière dans la publicité avant de s'orienter vers la bande dessinée et le dessin animé.

## Célébrité
Jan van Haasteren acquiert la célébrité en Hollande lorsqu'il commence à dessiner Baron van Tast.
Sa notoriété dépasse les frontières de la Hollande grâce à ses dessins de puzzles anarchiques et facilement reconnaissables. Il truffe ses puzzles de détails récurrents, en particulier un aileron de requin.